# TV Paprika
TV Paprika este un post de televiziune tematic privat maghiar, fondat în anul 2004, făcând parte din grupul AMC Networks, proprietar fiind AMC Networks International Central Europe. În România, postul TV Paprika este consacrat gastronomiei.
Emisiunile postului TV Paprika sunt difuzate în Cehia, România (emisiuni gastronomice), Slovacia, Ungaria.

## Descriere
TV Paprika este un canal de televiziune având o tematică culinară; difuzarea a început în România pe 2 februarie 1998, la fel ca și Acasă TV, iar în Ungaria pe 5 noiembrie 2004. Canalul este destinat îndeosebi telespectatorilor cu vârsta de peste 18 ani, din mediul urban, deschiși la noutăți, dar cu așteptări la calitate. Emisiunea Minichef este dedicată copiilor, care sunt încurajați să încerce rețete ușoare, special concepute pentru gustul lor. Programele sunt realizate în Ungaria, în Europa Centrală, dar și în alte zone ale Europei sau ale lumii, ca de exemplu Australia sau Canada. Unele programe sunt preluate de la alte televiziuni, de exemplu de la BBC. Sunt prezente nu numai produse culinare, ci și produse viticole, bere etc.

## TV Paprika în România
În România, emisiunile sunt transmise de Orange România (în trecut Telekom Romania), pe canalul 404 și de Vodafone România, pe canalul 58, precum și prin RCS & RDS. Cele mai multe din emisiuni sunt dublate sau subtitrate în limba română, cu excepția celor realizate de către gastronomi / bucătari de elită români, care sunt redate în versiunea originală (limba română). 
Pe 5 iulie 2011, canalul TV Paprika împreună cu Corporate Media Publishing a lansat revista culinară TV Paprika Magazin.
O versiune HD a canalului a fost lansată pe 12 iunie 2020, momentan disponibilă doar la Vodafone România.
Din 1 octombrie 2021, TV Paprika și-a schimbat sigla, ident-urile și promo-urile.

### Emisiuni
- Antonio si Michael în Bucătarie
- La Piata cu Antonio Passarelli
- Minichef, serial maghiar;
- Dieta de la A la Z, serial maghiar;
- În căutarea perfecțiunii, serial englez;
- Cine simple și delicioase, serial maghiar;
- Meniuri internaționale de petrecere, serial românesc;
- Dolce Vito, serial englezesc realizat în Marea Britanie și în Italia;
- Bucătăria pariziană, serial irlandez;
- Oz și James în Marea Britanie
- Fabrica de rețete, cu Cristian Sora, invitate Crina Matei, Daniela Nane, serial maghiar;
- Fabrica de rețete, cu Antonio Passarelli, invitate Tora Vasilescu, Magda Catone, serial maghiar;
- Fabrica de rețete extra, cu Cristian Sora, serial românesc;
- Poker pe rețete, serial maghiar;
- Băiatul dulce, serial maghiar realizat în Cehia;
- La bază: lapte - rețete, serial maghiar;
- Bucătarul cel bun și bucătarul cel rău, serial australian;
- Ziua liberă a lui Chuck, serial australian;
- Bufetul Nigellei, serial englezesc;
- Delicioasa Islandă, serial englezesc;
- Gordon Ramsay ne învață să gătim, serial englezesc;
- Cu „F” de la fantastic, serial englezesc;
- Se caută cofetar!, serial maghiar;
- Restaurantul Condamnaților, serial canadian;
- Christophe și prietenii, serial maghiar;
- Direct de la producător;
- Înapoi, în bucătărie, serial englezesc;
- Ferma lui Jimmy Doherty;
- Rachel Allen. Gătind acasă, serial englezesc;
- Doar pentru carnivori, serial englezesc;
- Valentine Warner de-a lungul coastei, serial englezesc;
- Delicatesele lui Bill, serial englezesc;
- Înnebuniți după mâncare, serial englezesc;
- Direct de la producător, serial englezesc;
- Bucătărie italiană cu Catherine;
- Dicționarul Produselor Tradiționale, serial românesc realizat în România
- Crăciun acasă la Gordon
- Gourmet Express
- Ospăț cu Heston
- Masă festivă
- Masă de Crăciun
- Nigella - masa de Crăciun
- Cină pe puntea unui iaht, serial englezesc;
- Gata de petrecere cu Aaron Craze, serial englezesc;
- Vânat și gătit; serial maghiar;
- Donna Hay - proaspăt, rapid, simplu, serial englezesc;
- Cartea de bucate în anchetă, serial canadian;
- Rețetele preferate ale lui Rachel, serial englezesc;
- Călătoriile gastronomice ale lui Neil Perry, serial australian;
- Bucătarul se dezbracă... de secrete, serial englezesc;
- Ramsay - cel mai bun restaurant, serial englezesc;
- Jamie Oliver gătește în 30 de minute, serial englezesc;
- Meniul zilei, serial maghiar;
- Toată familia, în bucătărie, serial englezesc;
- Nigela Express, serial englezesc;
- Rețetele lumii, serial englezesc;
- Dolce vita à la David Rocco, serial canadian;
- Rețete pentru ospățuri de la James Martin, serial englezesc;
- Rețete din Champagne de la James Martin, serial englezesc;
- Bavețica, serial maghiar;
- Rețetele preferate de acasă ale lui Rachel, serial englezesc;
- Oz și James în lumea vinurilor, serial englezesc;
- Evadare în Franța, serial englezesc;
- Rețetele preferate ale lui Rachel pentru prieteni, serial englezesc;
- Războiul brioșelor, serial american
- Dieta fără suferință, serial maghiar;
- Mâncare indiană accesibilă, serial englezesc
- Bunicuțe dulci, serial maghiar;
- Specialitatea bucătarului, serial maghiar;
- Să gătim din piață, serial englezesc;
- Din grădina lui Jamie Oliver, serial englezesc;
- Marea Britanie prin ochii lui Jamie Oliver, serial englezesc;
- Revoluția culinară a lui Jamie Oliver;
- Gordon în spatele gratiilor, serial englezesc;
- Gusturile italiei cu Antonio Passarelli
- O săptămână în Mexic, cu Chuck
- Delicii din insule, cu Peter Kuruvita;
- Jamie - Școala de Vis;
- Mănâcă și fii sexy;
- Fără carne;
- Muncă în stil italian;
- Un festival fabulos, cu Jamie Oliver;
- Să gătim sănătos cu Pepe
- O zi de vară cu Jamie Oliver;
- Cursuri de gătit cu Martha Stewart;
- Peripluri culinare: India, cu  Barry Vera;
- Evadare pe coasta Amalfi, cu David Rocco, serial canadian;
- Prăjituri glamour, cu Eric Lanlard, serial englezesc;
- Istoria cafelei, serial maghiar;
- Să gătim cu Heston;
- Absolut Chef - Casting;
- Agentul gastronomic;
- Bucătăria burlacului;
- Bucătăria Nigellei;
- Bucătăria viitorului;
- Capricii culinare;
- Calendarul de Advent Tv Paprika
- Ce găsim în Frigider?
- Culoare în Farfurie
- Ciao România!
- Deserturile Sanatoase ale lui Pepe